# 西印度紅腹啄木
西印度紅腹啄木（學名：Melanerpes superciliaris）屬於啄木鸟科食果啄木鳥屬。該鳥主要分布于巴哈马、开曼群岛和古巴。 

## 分類與系統學
西印度紅腹啄木最初學名為「Picus superciliaris」先前曾被分類至「Centurus」屬中。多個分類系統中，該鳥具有五種亞種：
- M. s. nyeanus （羅伯特·里奇韋，1886年）
- M. s. blakei (Ridgway, 1886)
- M. s. superciliaris （康拉德·雅各·特明克，1827年）
- M. s. murceus （Bangs, 1910）
- M. s. caymanensis (Cory, 1886)

古巴島嶼上存在兩種額外鳥類亞種，分別為「M. s. florentinoi」和「M. s. sanfelipensis」。此分析僅基於少量樣本，而相關族群可能已滅絕。大巴哈馬島族群有時亦被視為M. s. bahamensis亞種，因物種已經滅絕。所以此些亞種都沒有得到廣泛的認可。

## 描述
此鳥種體長約27至32公分，體重約48至126克。大型島嶼族群體型普遍大於小型島嶼族群，雄鳥體型及體重通常大於雌鳥。除頭部圖樣外，其餘羽色則雌雄相似。亞種「M. s. superciliaris」成年雄性具有紅色頂冠、頸部及後頸，並具有一條連接紅色區域的黑色眉弓。成年雌性則具有白色頂冠，黑色眉弓區隔頂冠與頸部紅色羽毛。其餘部位，雌雄成鳥頭部則呈現白色或黃褐色。該鳥上體主要為灰黑色或淡黃色條紋，尾上覆羽為白色並帶有黑色斑點。其翅膀呈黑色，綴以白色條紋，翅尖為白色，並於羽片上呈現白色斑點。尾部則主要為黑色，內外側羽片具有粗大的白色條紋。其下體呈灰色，胸部為土黃色或黃橄欖色，側腹及尾下覆羽為白色，並帶有黑色條紋，腹部則為紅色或橙紅色。其眼紅色或紅褐色，喙黑色，腿及腳呈橄欖色。幼鳥體色較成鳥暗淡，上體多呈暗色條紋，腹部則有較大而不顯著的紅斑。雄鳥頭頂具紅斑，雌鳥頭頂則為黑色。
M. s. nyeanus亞種比模式種小，其眉弓非常小，腹部羽毛呈綠色。M. s. blakei亞種也比模式種小。該亞種有著灰色毛的臉部和下體，背上的條紋帶有淺綠灰色。M. s. murceus亞種在大小上僅次於模式種，羽毛基本相似。M. s. caymanensis亞種比murceus小，但比nyeanus和blakei大些。不具有黑色的面部，雌鳥頸部呈灰色。背部條紋為淺黃色，亞種的黑色條紋比該鳥窄些。其尾翼白色覆羽比該物種多。

## 分布與棲息地
該的亞種分布如下：
- M. s. nyeanus：巴哈馬的聖薩爾瓦多島和的大巴哈馬島
- M. s. blakei：巴哈馬的大阿巴科島和小阿巴科島
- M. s. superciliaris：古巴本島及許多近海島嶼和礁島
- M. s. murceus：尤文特德島（Isle of Pines）；拉戈凱納群島和卡約雷阿爾島，雖可能已經滅絕
- M. s. caymanensis：大開曼島

古巴本島與胡安·貢薩雷斯島上的大紅腹啄木鳥亞種，棲息於各式樹木繁茂區域，尤以皇家棕櫚樹林為甚，海拔高度介於海平面至1000公尺之間。薩爾瓦多島上的M. s. nyeanus亞種主要棲息於茂密的闊葉林及枯死棕櫚樹 （Sabal屬）構成的灌叢之中。大開曼島上的M. s. caymanensis亞種廣泛分布於大開曼島大部分樹木繁茂的地區，但在石灰岩地區，因土壤貧瘠，植被稀疏矮小處，族群密度最高。此鳥種傾向避開城鎮、開闊地帶及紅樹林區域。M. s. blakei 分佈在阿巴科群島的樹木茂盛地區，在城鎮中較為常見。

## 行为

### 定居
此物種及其所有亞種皆為其分布範圍內的留鳥。

### 觅食
本物種食性廣泛，包含節肢動物（主要為昆蟲及蜘蛛）、脊椎動物（如蛙類及蜥蜴），以及多種植物之種子及果實。其覓食行為涵蓋地面不同植被層次，並透過啄食、撿拾及探測等方式攝取食物。不同亞種間之食性及覓食策略略有差異。

### 繁衍
此物種繁殖期為2月至8月，每年最多可產兩窩。其配對關係通常維持全年，並全年捍衛其領域。巢穴由雌雄共同挖掘，通常築於枯棕櫚樹或其他樹木上，偶見於電線杆。巢穴通常位于地面以上5~30公尺处。一窝通常有5到6顆蛋。孵化期約为12天；至於育雏期的时间尚不清楚。雌雄雙方皆会孵蛋、喂养雏鸟和育雏。大多数都是一夫一妻制，但有记录显示，一隻雌鸟在两个不同的巢穴分别产下由不同雄鸟受精的蛋。

### 声音
此鳥類發出「kwirr」或「churr」聲，此為一種模糊但響亮且連續的鳴叫聲，通常自棲木發出。另亦發出「kra-kra-kra」聲，以及其他尚無詳細描述之鳴叫聲。此物種以高速啄擊物體表面以產生共振，例如枯木或電線桿，產生穩定震動，頻率約為每秒17次。此外，該鳥亦會以喙發出緩慢輕柔的啄擊聲作為求偶行為之一。

## 物種狀態
国际自然保护联盟（IUCN）評估結果顯示該鳥種族群狀態為無危。其地理分布範圍廣泛，但族群數量尚不明確，且據信呈下降趨勢。目前尚未確認任何明確威脅。此外，該鳥種在古巴及大開曼島普遍可見，但在部分小型島嶼的族群數量相對較少。此物種雖具備颱風過後之災後復原能力，然氣候變遷致使颱風頻率及強度增高，恐影響其族群恢復正常。故優先保護其弱勢族群及棲息地至關重要。